# Боржес, Густаво
Густаво Франса Боржес (порт. Gustavo França Borges; род. 2 декабря 1972, Рибейран-Прету, штат Сан-Паулу, Бразилия) — бразильский пловец, 4-кратный призёр Олимпийских игр, двукратный призёр чемпионатов мира, 4-кратный чемпион мира на «короткой воде». Специализировался в плавании вольным стилем на дистанциях 100 и 200 метров.
Он впервые выиграл медаль в международных соревнованиях на Панамериканских играх 1991 года.
В эстафете 4×100 метров вольным стилем на летних Олимпийских играх 2004 года он был двенадцатым.
Тренировался в Университете Мичигана.

## Награды
- Офицер ордена Риу-Бранку (12 апреля 2006 года)[6]